# BTW (sigla)
BTW es una sigla que en inglés significa «by the way» («por cierto» en español). Significa algo así como «por cierto», o «ya que estamos». Expresión de alguien que, hablando de un tema en específico, recuerda algo relacionado o que recordaba en ese momento y dice «por cierto ¿sabías que...?». Otra posible traducción es «de todas formas» o «de todos modos».
Sin embargo, a veces puede ser una abreviatura de «between», que en español significa «entre», refiriéndose a estar ubicado entre dos cosas.